# Colton Jobke
Colton Jobke (* 20. April 1992 in Delta, British Columbia) ist ein deutsch-kanadischer Eishockeyspieler, der seit Juli 2024 bei den Iserlohn Roosters aus der Deutschen Eishockey Liga (DEL) unter Vertrag steht und dort auf der Position des Verteidigers spielt. Zuvor war Jobke bereits für die Augsburger Panther, Straubing Tigers und den ERC Ingolstadt in der DEL aktiv.

## Karriere
Jobke begann seine Karriere bei den Kelowna Rockets in der Western Hockey League (WHL), wo er von 2009 bis 2011 spielte. Zuvor hatte er eine Saison bei den Penticton Vees in der British Columbia Hockey League (BCHL). Zur Saison 2011/12 wechselte er zu den Regina Pats, wo er ebenfalls zwei Spielzeiten aktiv war. Außerdem absolvierte Jobke in der Saison 2011/12 zwei Spiele für die Houston Aeros in der American Hockey League (AHL). In der Saison 2012/13 spielte der Verteidiger zum ersten Mal in der ECHL für die Orlando Solar Bears, bei denen er zwei Jahre unter Vertrag stand. In der Spielzeit 2013/14 stand er erneut in der AHL für die Iowa Wild auf dem Eis. Die Saison 2014/15 begann Jobke in der ECHL bei den Alaska Aces, ehe er im Dezember 2014 zu den Augsburger Panthern in die Deutsche Eishockey Liga (DEL) wechselte.
Ab 2015 verteidigte Jobke für die Straubing Tigers.
Vor der Saison 2018/19 schloss sich der Kanadier dem Ligarivalen ERC Ingolstadt zunächst per Probevertrag bis Ende November 2018 an. Das Engagement wurde später auf einen vollwertigen Vertrag ausgeweitet und der Verteidiger verbrachte anschließend sechs Jahre beim ERCI. Im Zuge der Vizemeisterschaft im Frühjahr 2023 verließ er den Klub ein Jahr nach der Spielzeit 2023/24, da er sich mit den Iserlohn Roosters auf ein Engagement ab dem Sommer 2024 geeinigt hatte.

## Erfolge und Auszeichnungen
- 2023 Deutscher Vizemeister mit dem ERC Ingolstadt

## Karrierestatistik
Stand: Ende der Saison 2024/25
(Legende zur Spielerstatistik: Sp oder GP = absolvierte Spiele; T oder G = erzielte Tore; V oder A = erzielte Assists; Pkt oder Pts = erzielte Scorerpunkte; SM oder PIM = erhaltene Strafminuten; +/− = Plus/Minus-Bilanz; PP = erzielte Überzahltore; SH = erzielte Unterzahltore; GW = erzielte Siegtore; 1 Play-downs/Relegation; Kursiv: Statistik nicht vollständig)